# 4-异丙烯基苯酚
4-异丙烯基苯酚是一种有机化合物，化学式为C9H10O。它可由双酚A在氢氧化钠催化下于230~250 °C下热解得到。它和丙酮氰醇在镍配合物催化下反应，可以得到4-羟基-α,α-二甲基苯乙腈。它和间苯二酚在氯化氢催化下反应，可以得到4,6-二[1-(4-羟基苯基)-1-甲基乙基]-1,3-苯二酚。